# Javier Pérez de Cuéllar
Pour les articles homonymes, voir Javier Pérez (homonymie), Pérez, Cuéllar (homonymie) et Guerra.
Javier Pérez de Cuéllar y de la Guerra [ xaˈβjeɾ ˈperez ðe ˈkweʝaɾ], né le 19 janvier 1920 à Lima et mort le 4 mars 2020 dans la même ville, est un diplomate et homme d'État péruvien.
Il est le cinquième secrétaire général de l'Organisation des Nations unies de 1982 à 1991 et président du Conseil des ministres et ministre des Affaires étrangères du Pérou de 2000 à 2001.

## Biographie
Javier Pérez de Cuéllar est né le 19 janvier 1920 à Lima. Il a étudié au Colegio San Agustín de Lima, puis à l'Université pontificale catholique du Pérou.
De son premier mariage, il a un fils, Francisco, né à Paris, et une fille, Agueda Cristina, née à Londres.
Il entre au ministère des Relations extérieures du Pérou en 1940 et au Service diplomatique du Pérou en 1944. Il occupe les postes de secrétaire aux ambassades du Pérou en France, au Royaume-Uni, en Bolivie et au Brésil, de conseiller et de ministre-conseiller (équivalent à chargé d'affaires ou « numéro deux » de l'ambassade) à l’ambassade au Brésil.
À son retour à Lima en 1961, à l'âge de 40 ans, il est élevé au rang d’ambassadeur l’année suivante, et occupe successivement les postes de directeur du département juridique, de directeur administratif, de directeur du protocole et de directeur des affaires politiques. En 1966, il est nommé secrétaire général des Relations extérieures (vice-ministre). En 1981, il travaille comme conseiller juridique au ministère des Relations extérieures.
Javier Pérez de Cuéllar a été ambassadeur du Pérou en Suisse, le premier ambassadeur péruvien en Union soviétique, par la suite il sera ambassadeur en Pologne et au Venezuela.
Il a également été professeur de droit international à l’Académie diplomatique du Pérou de Relations internationales l’Académie de Guerre aérienne du Pérou. Il est l’auteur d’un Manuel de droit diplomatique (Manual of Diplomatic Law), 1964.

### Nations unies

#### Début de carrière
Javier Pérez de Cuéllar est membre de la délégation péruvienne de l’Assemblée générale des Nations unies à la session de 1946 et de la 25e à la 30e session. En 1971, il est nommé représentant permanent du Pérou aux Nations unies, et à ce titre il est à la tête de la délégation de son pays jusqu’en 1975.
En 1973 et 1974, il représente le Pérou au Conseil de sécurité des Nations unies, et il est président du Conseil lors des événements de Chypre en juillet 1974. Le 18 septembre 1975, il est nommé représentant spécial du secrétaire général à Chypre, un poste qu’il occupe jusqu’en décembre 1977, jusqu’à son retour au sein du ministère des Relations extérieures du Pérou.
Le 27 février 1979, il est nommé secrétaire général adjoint aux affaires politiques spéciales de l'Organisation des Nations unies. À partir d’avril 1981, alors qu’il est toujours à ce poste, il exerce les fonctions de représentant personnel du secrétaire général pour les questions relatives à la situation en Afghanistan. À ce titre, il se rend au Pakistan et en Afghanistan en avril et en août pour poursuivre les négociations entamées par le secrétaire général quelques mois plus tôt.
En mai 1981, il réintègre le ministère des Relations extérieures péruvien mais continue de s’occuper de l’Afghanistan jusqu’à sa nomination comme secrétaire général en décembre de la même année.

#### Secrétaire général des Nations unies

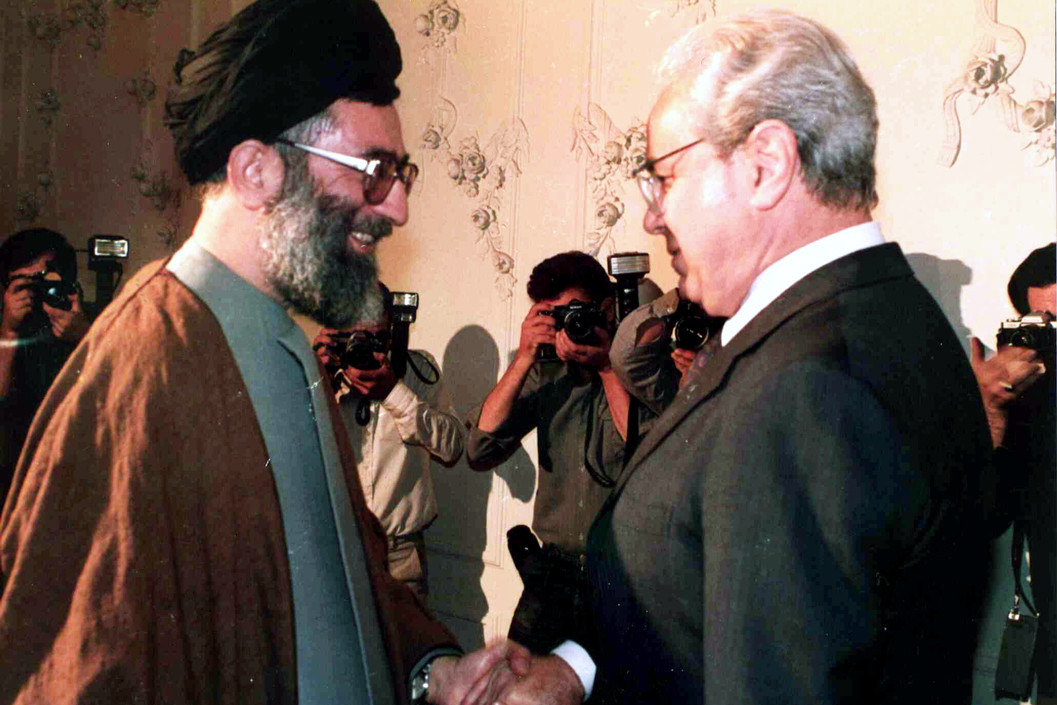
Javier Pérez de Cuéllar et le président de la république islamique d'Iran Ali Khamenei le 13 septembre 1987 à Téhéran.

Le 1er janvier 1982, Javier Pérez de Cuéllar devient secrétaire général des Nations unies, succédant à Kurt Waldheim. Il est élu le 10 octobre 1986 pour un second mandat qui débute le 1er janvier 1987.
Pendant ses deux mandats, il dirige les médiations entre le Royaume-Uni et l’Argentine après la guerre des Malouines et encourage les efforts du Groupe de Contadora pour ramener la paix et la stabilité en Amérique centrale. Il intervient également dans les négociations pour l’indépendance de la Namibie, dans le conflit au Sahara occidental entre le Maroc et le Front Polisario, et dans le dossier chypriote. Son deuxième mandat s’achève en janvier 1992. À la demande des membres du Conseil de sécurité des Nations unies, il commence un troisième mandat jusqu'à ce que les Nations unies trouvent un accord sur son successeur.
Il tient un rôle particulièrement actif au début des années 1990 afin de convaincre le président péruvien Alberto Fujimori d’abandonner son programme économique hétérodoxe et d’opter pour un plan d’ajustement sous l’égide du Fonds monétaire international.
Pendant son mandat, les Casques bleus reçurent le prix Nobel de la paix.

### Élection présidentielle de 1995

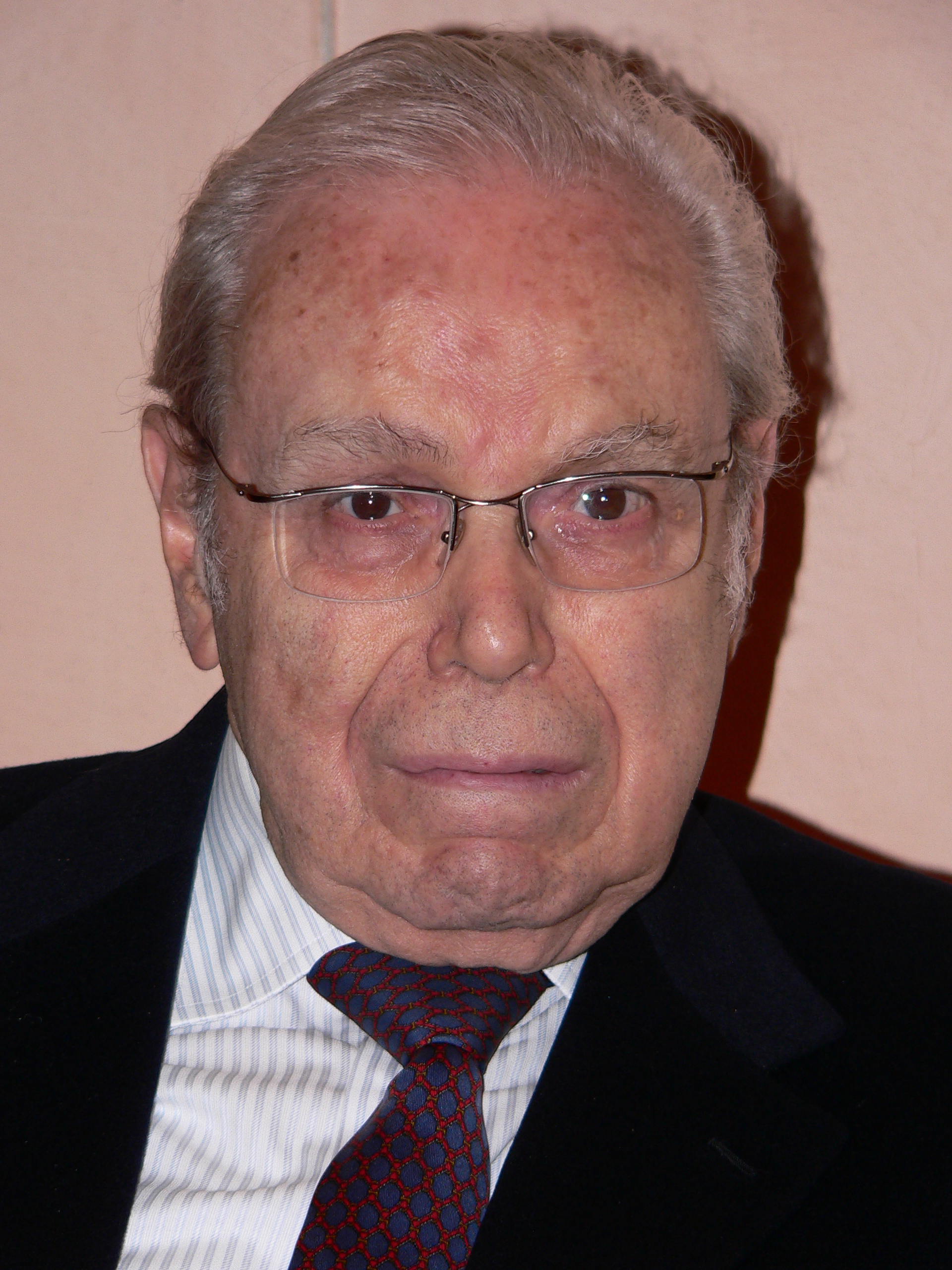
Javier Pérez de Cuellar en 2008.

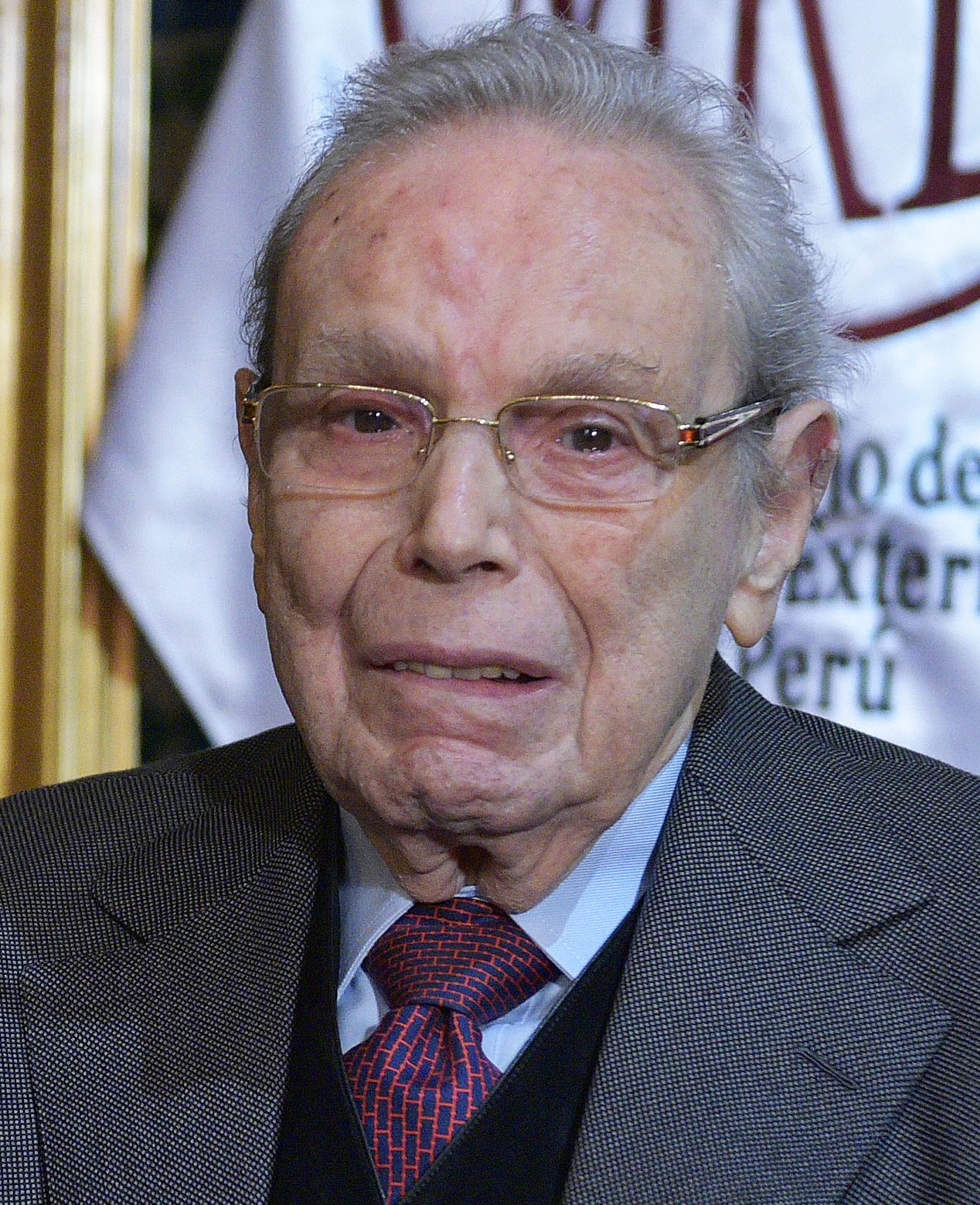
Javier Pérez de Cuéllar en 2015.

Aux élections générales péruviennes de 1995, Javier Pérez de Cuéllar est candidat à la présidence de la République contre Alberto Fujimori.

### Président du Conseil des ministres
Entre le 25 novembre 2000 et le 28 juillet 2001, il est président du Conseil des ministres et ministre des Relations extérieures du Pérou dans le gouvernement de transition dirigé par Valentín Paniagua.

### Dernières années et mort
Aussitôt après il est nommé ambassadeur du Pérou en France et à l’UNESCO. Le 22 juillet 2004, il présente sa démission qui prend effet le 31 décembre 2004. Il établit sa résidence en France.
Le 22 juillet 2005, il est hospitalisé en soins intensifs à Paris pour un infarctus et il en sort le 30 juillet. Il participe encore activement aux travaux de l'UNESCO, et en particulier aux Entretiens du XXIe siècle.
Il meurt le 5 mars 2020 à Lima, à l'âge de 100 ans.

## Distinctions

### Prix et récompenses
- 1988 : Prix Olof Palme ( Suède)
- 1991 : Médaille présidentielle de la Liberté ( États-Unis)
- 2009 : Médaille Pouchkine ( Russie[4])

### Décorations
- Grand-croix de la Légion d'honneur
- Ordre de l'Empire britannique à titre civil
- Chevalier grand-croix de l'ordre de Saint-Michel et Saint-Georges ( Royaume-Uni)
- Collier de l'ordre de l'Aigle aztèque ( Mexique)
- Grand collier de l'ordre du Soleil ( Pérou)
- Grand-croix de l'ordre d'Isabelle la Catholique  ( Espagne)
- Grand-croix de l'ordre du Mérite de la République fédérale d'Allemagne ( Allemagne)
- Grand officier de l'ordre du Mérite de la République italienne ( Italie)
- Grand-croix de l'ordre du Mérite de la république de Pologne ( Pologne)
- Grand-croix de l'ordre national de la Croix du Sud ( Brésil)
- Grand-croix de l'ordre de la Couronne de chêne ( Luxembourg)
- Récipiendaire de l'ordre du Trésor sacré ( Japon)

### Honneurs
- Citoyen d'honneur de Zagreb

Il a obtenu plusieurs doctorats honoris causa :
- Université Jagellonne ( Pologne, 1984)[5]
- Vrije Universiteit Brussel ( Belgique, 1984)[6]
- Université Paris II Panthéon-Assas ( France, 1985)[7]
- Université nationale principale de San Marcos ( Pérou)
- Université Laval ( Canada)
- Université de Cambridge ( Royaume-Uni, 7 septembre 1988)[8]
- Université de Valladolid ( Espagne)
- Université de Salamanque ( Espagne)
- Université libre de Bruxelles ( Belgique)
- Université Humboldt de Berlin ( Allemagne)
- Université pontificale catholique du Pérou ( Pérou)
- Université de Nice ( France[9] )
- Université Charles de Prague ( Tchéquie)[9]
- Université Saint-Clément-d'Ohrid de Sofia ( Bulgarie)[9]
- Université Carleton ( Canada)[9]
- Université de Visva-Bharati au Bengale occidental ( Inde)[9]
- Université du Michigan ( États-Unis)[9]
- Université d'Osnabrück  ( Allemagne)[9]
- Université d'État de Mongolie ( Mongolie)[9]
- Université d'État de Moscou ( Russie)[9]
- Université de Malte ( Malte)[9]
- Université de Leyde ( Pays-Bas)[9]
- Université La Salle à Philadelphie ( États-Unis)[9]
- Université Tufts ( États-Unis)[9]
- Université Johns-Hopkins ( États-Unis)[9]
- Université de Coimbra ( Portugal)[9]